# 찬품단자
《찬품단자》는 MBC에서 1995년 12월 1일에 방영된 창사 34주년 특별기획 드라마이다. 훗날 같은 채널에서 방송된 대장금의 초반 설정이 이 작품의 줄거리와 비슷하다는 논란이 있었다.

## 줄거리
일제 강점기인 1939년 왕실의 음식을 만드는 소주방 나인으로 입궐하여 가장 밑바닥에서부터 수년 간 혹독한 훈련과정을 거치며 수라상 차리기들 익혀가는 박월남과 이용덕을 주인공으로, 마지막 주방상궁 최상궁이 이들을 훈련시켜 궁중요리의 대를 이을 최고의 요리사로 키우는 과정을 그린 드라마.

## 등장 인물

### 주요 인물
- 이영애: 박월남 역 (아역 이재은)
- 이일화: 이용덕 역 (아역 이인혜)

### 그 외 인물
- 나문희: 최 상궁 역
- 최지나: 기자 역
- 최재호: 북한군 역
- 윤용현: 북한군 역

## 이모저모
- 이 드라마의 결말에 있어 격량의 현대사 속에서도 꾸준히 전통음식을 지킨 월남보다는 어떤 악행을 하든 세태 변화에 재빠르게 변신한 용덕에게 찬사를 보낸 듯한 끝맺음으로 인해 시청자들로부터 원성을 샀다.[2]